# Röttis
Röttis ist ein Stadtteil von Plauen (Stadtgebiet Nord), der 1999 eingemeindet wurde. Zusammen mit Jößnitz und Steinsdorf bildet Röttis eine Ortschaft.

## Geographie
Röttis liegt im Nordosten Plauens und grenzt an zwei weitere Stadtteile Plauens und an drei Ortsteile einer Gemeinde des Vogtlandkreises. Im Osten bildet die Weiße Elster die Grenze zur Nachbargemeinde.
|         | Trieb (Gemeinde Pöhl)                       | Jocketa (Gemeinde Pöhl) |
| Jößnitz | Kompassrose, die auf Nachbargemeinden zeigt | Pöhl (Gemeinde Pöhl)    |
|         | Reißigwald mit Lochhaus                     |                         |

Die Fläche der Ortschaft besteht zu 47,1 % aus Landwirtschaftlicher Nutzfläche und zu 29,0 % aus Wald. Die restliche Fläche sind Straßen, Wohn- und Industrieflächen.

## Geschichte
Der Ort wurde 1244 als Rothis erwähnt. Es handelte sich um ein Waldhufendorf. Der Ort gehörte bis ins 19. Jahrhundert zum Amt Plauen, später zur Amtshauptmannschaft Plauen und anschließend zum Landkreis Plauen. 1969 wurde er nach Jößnitz eingemeindet. Am 1. Januar 1999 wurde Jößnitz mit Röttis und Steinsdorf  in die damals noch kreisfreie Stadt Plauen eingemeindet.

### Einwohnerentwicklung
Entwicklung der Einwohnerzahl:
| - 1557: 09 besessene Mann, 1 Häusler, 4 Inwohner - 1764: 06 besessene Mann, 3 Häusler, 13 Scheffel - 1834: 61 - 1871: 94 | - 1890: 098 - 1910: 113 - 1925: 101 - 1939: 083 | - 1946: 140 - 1950: 131 - 1964: 078 - 2002: 050 |

## Sehenswürdigkeiten

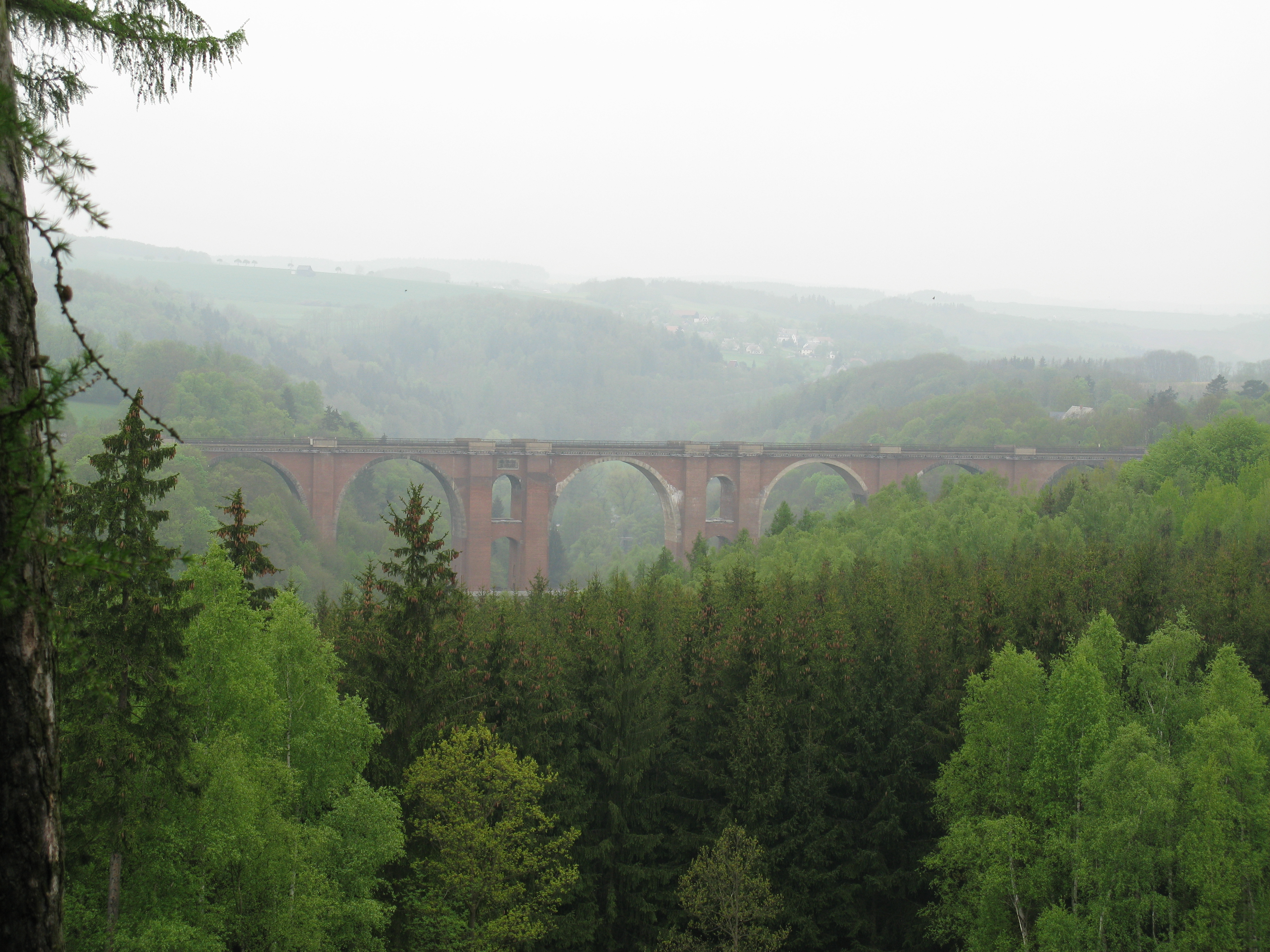
Die Elstertalbrücke an der Grenze zwischen Röttis und Jocketa

An der Grenze zu Jocketa befindet sich die Elstertalbrücke, die zweitgrößte Ziegelbrücke der Welt.

## Politik

### Ortschaftsrat
Der Ortschaftsrat für Röttis, Jößnitz und Steinsdorf besteht seit der letzten Wahl am 26. Mai 2019 aus acht Mitgliedern mit Vertretern der CDU, der SG Jößnitz und der FDP.
Ehrenamtlicher Ortsvorsteher ist Michael Findeisen (CDU).
Die Ortschaftsratswahlen von 1999 bis 2019 hatten folgende Ergebnisse (zum Vergleich ist auch noch die letzte Wahl zum Gemeinderat 1994 mit aufgeführt):
| Parteien und Wählergemeinschaften | Parteien und Wählergemeinschaften           | 2019 | 2019  | 2014 | 2014  | 2009 | 2009  | 2004 | 2004  | 1999 | 1999  | 1994 | 1994  |
| Parteien und Wählergemeinschaften | Parteien und Wählergemeinschaften           | %    | Sitze | %    | Sitze | %    | Sitze | %    | Sitze | %    | Sitze | %    | Sitze |
| SG J e. V.                        | Sportgemeinschaft Jößnitz e. V.             | 42,1 | 4     | 27,1 | 3     | 19,5 | 2     | 21,0 | 2     | 13,1 | 1     | 10,2 | 1     |
| CDU                               | Christlich Demokratische Union Deutschlands | 40,8 | 3     | 42,1 | 3     | 18,2 | 2     | 17,1 | 2     | 24,5 | 3     | 12,8 | 1     |
| FDP                               | Freie Demokratische Partei                  | 17,1 | 1     | 17,1 | 1     | 26,3 | 3     | 21,4 | 2     | 19,1 | 2     | 44,8 | 5     |
| Linke                             | Die Linke                                   | --   | --    | 13,7 | 1     | 21,8 | 2     | 22,5 | 2     | 18,1 | 2     | 14,4 | 1     |
| FVSJ                              | Förderverein Schloß Jößnitz e. V.           | --   | --    | --   | --    | 8,5  | 0     | 11,1 | 1     | 15,0 | 1     | 9,7  | 1     |
| DSU                               | Deutsche Soziale Union                      | --   | --    | --   | --    | 5,7  | 0     | 6,9  | 0     | 10,1 | 1     | 8,1  | 1     |
| Gesamt                            | Gesamt                                      | 100  | 8     | 100  | 8     | 100  | 9     | 100  | 9     | 99,9 | 9     | 100  | 10    |
| Wahlbeteiligung in %              | Wahlbeteiligung in %                        | 69,1 | 69,1  | 54,8 | 54,8  | 48,7 | 48,7  | 46,4 | 46,4  | 54,2 | 54,2  | 75,3 | 75,3  |

1. ↑  1994 fand die letzte Wahl zum Gemeinderat der damals noch selbstständigen Gemeinde statt.
2. ↑  Bis 2004 als Partei des Demokratischen Sozialismus (PDS).
3. ↑  Die restlichen Stimmen zu 100 % entfielen auf einen Einzelbewerber.